# Прамирацетам
Прамирацетам — ноотроп, производное пирацетама, более активное (применяется в меньших дозах) по сравнению с исходным препаратом. По утверждению производителя, способствует улучшению памяти и когнитивных функций головного мозга.

## История
Прамирацетам был разработан компанией Parke-Davis в конце 1970-х годов. Первые патенты на этот препарат были выданы в 1978 году (Бельгия) и 1979 (США).

## Фармакологические свойства
Механизм действия прамирацетама, как и пирацетама, окончательно не изучен, тем не менее утверждается, что прамирацетам повышает активность нейронов и имеет высокую степень сродства к холину, действуя в холинергических структурах головного мозга. По утверждению, содержащемуся в инструкции, улучшает внимание, способность к обучению, запоминанию и воспроизведению материала, а также оказывает антидепрессивное действие.
Клинический эффект препарата развивается не ранее, чем через 4—8 недель лечения.

## Побочные эффекты
Прамирацетам, как и другие препараты семейства рацетамов, как правило, хорошо переносится. В клинических испытаниях препарата, в котором участвовали пациенты с различной степенью болезни Альцгеймера в течение 5—8 недель, переносимость препарата была весьма адекватной. Несколько участников сообщили о головных болях. Один из участников, принимавших препарат в высоких дозах, сообщал о проявлениях сонливости, снижении аппетита и головокружениях.
Эти побочные эффекты характерны для производных пирролидона:
- часто: беспокойство, бессонница, раздражительность, головная боль, возбуждение, нервозность, тремор;
- редко: головная боль, агрессия, повышение сексуальности, увеличение массы тела, агрессивное поведение.